# Lindenhof (Rapperswil)

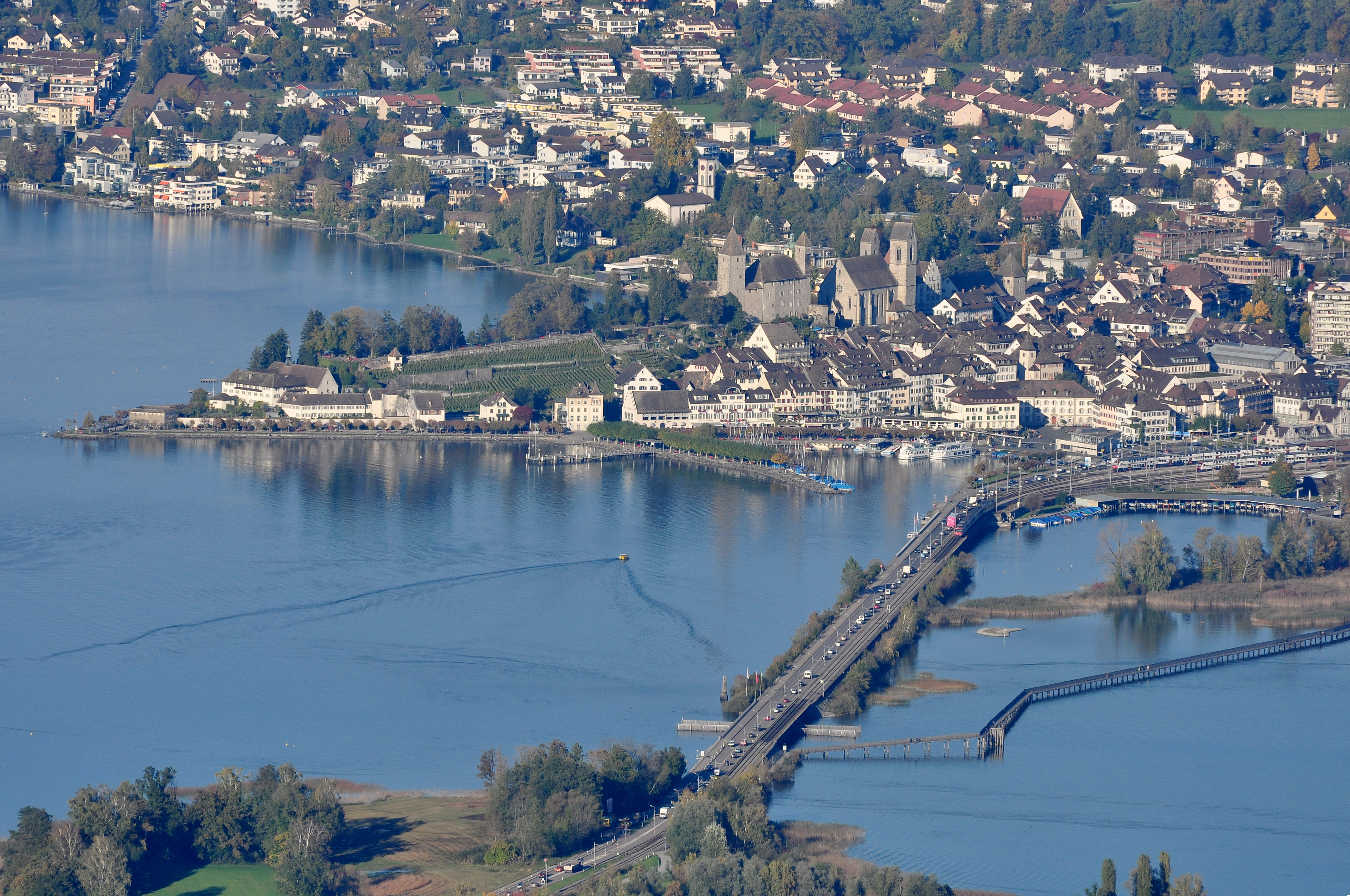
Ansicht vom Etzel

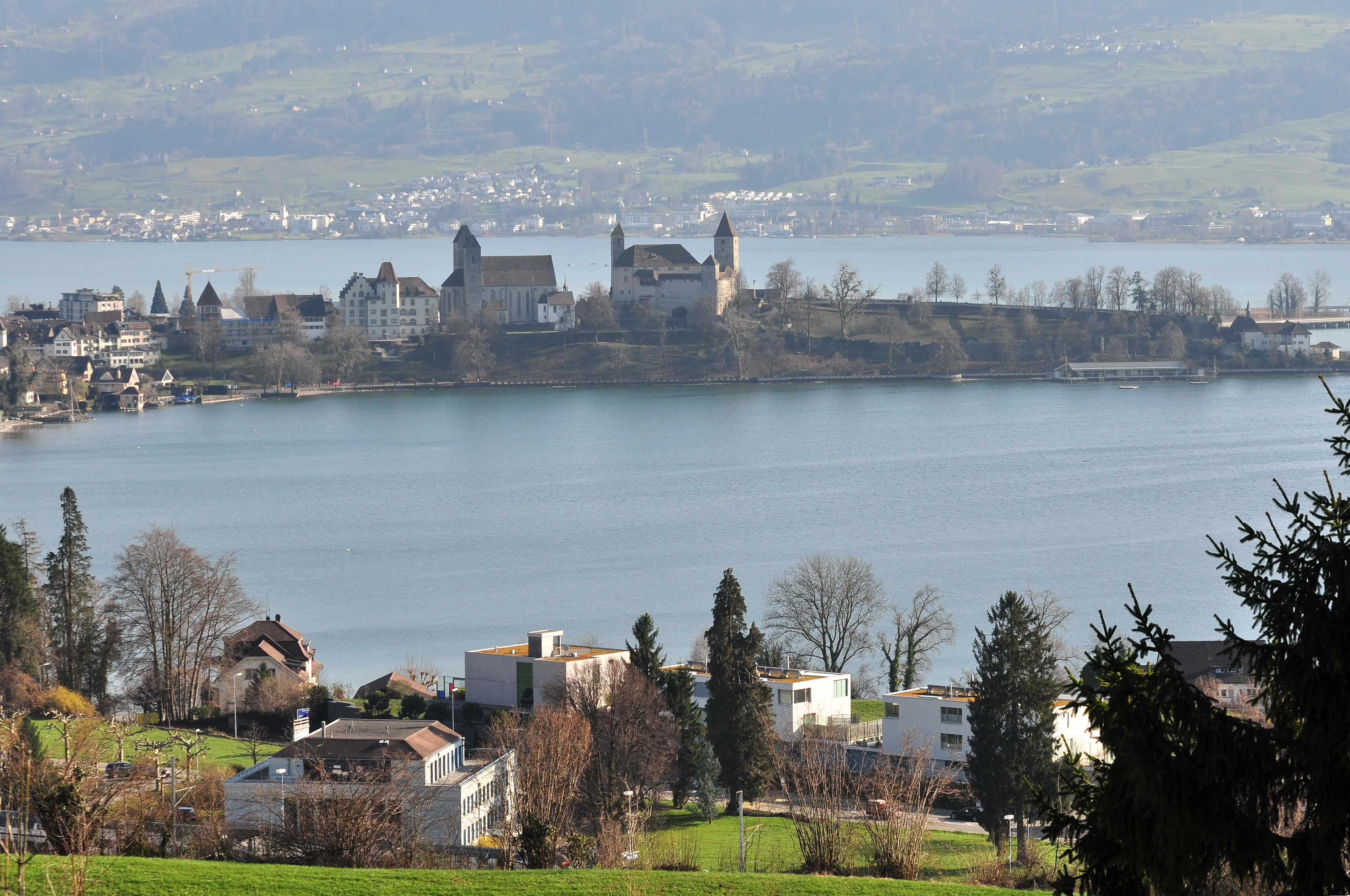
Ansicht von Kempraten auf die Westflanke

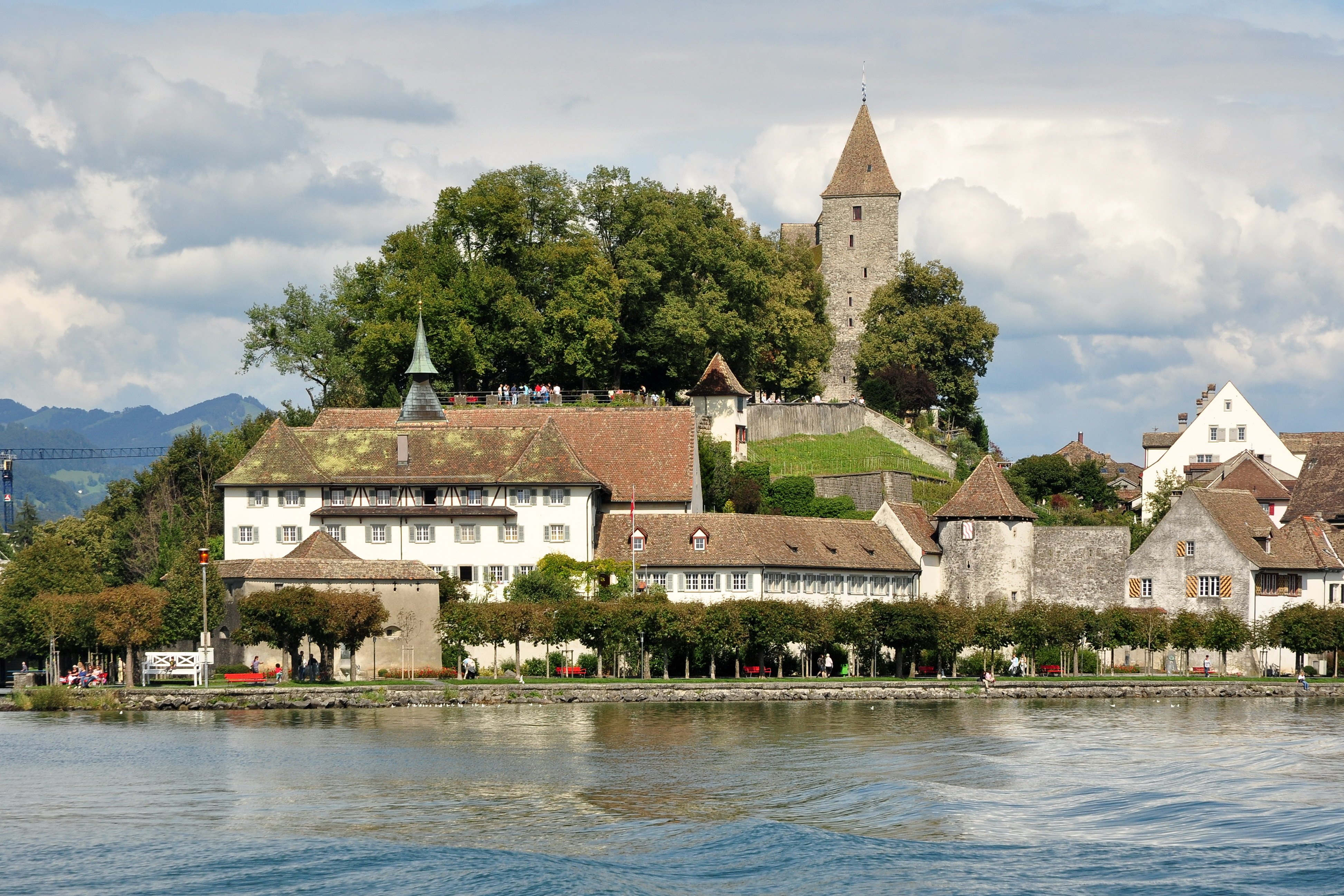
Endingerhorn, Ansicht vom Zürichsee

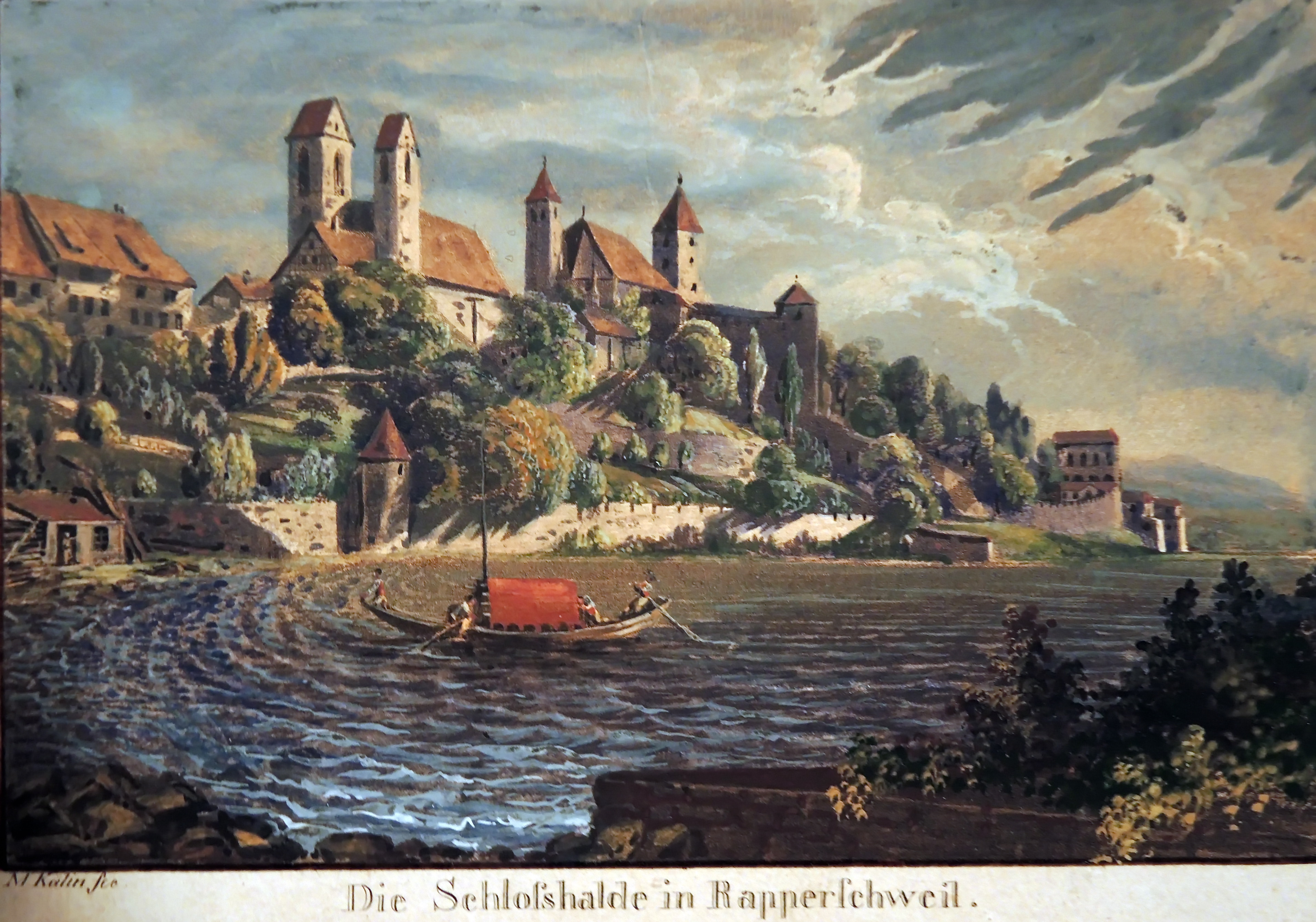
Ansicht auf die Schlosshalde, um 1825, kolorierte Aquatinta von Meinrad Kälin

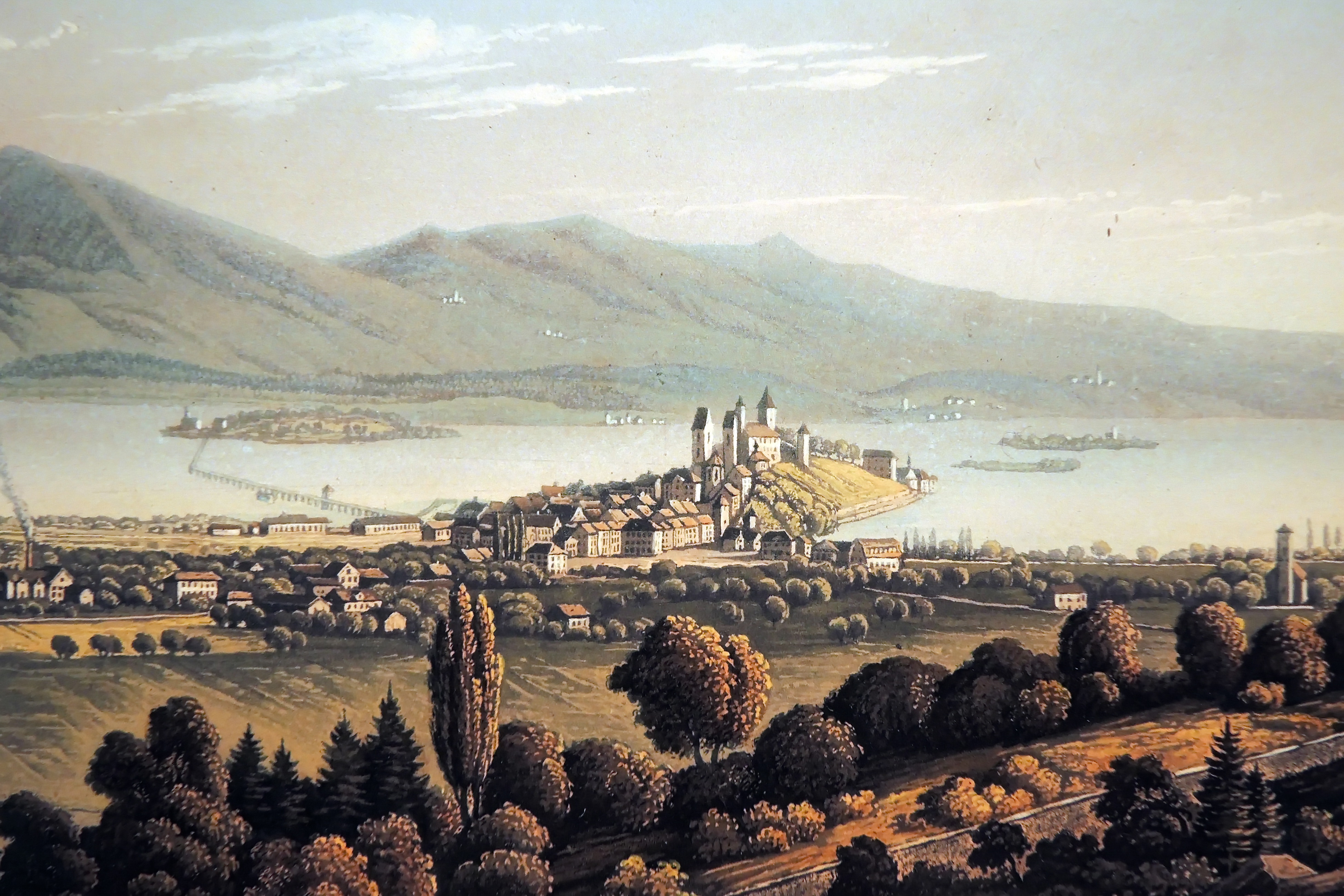
Rapperswil und Umgebung auf einer Darstellung aus dem Jahr 1835

Der Lindenhof ist der zentrale Hügelzug in der Altstadt und ein öffentlicher Platz in Rapperswil, einen Ortsteil der Schweizer Gemeinde Rapperswil-Jona im Kanton St. Gallen.

## Topographie
Dank seiner Lage auf einer Halbinsel an der Kempratner Bucht am oberen Zürichsee ist der rund 30 Meter hohe Nagelfluhfelsen auf drei Seiten vom Zürichsee umgeben, an der engsten Stelle des Zürichsees beim sogenannten Seedamm von Rapperswil. Seine grösste Ausdehnung beträgt rund 600 Meter in Ost-West- und etwa 150 Meter in Süd-Nord-Ausdehnung. Der Moränenhügel ist ein Überrest des Rhein-Linth-Gletschers während der Würmeiszeit und dürfte während des sogenannten Stadiums von Zürich vor etwa 20'000 Jahren entstanden sein.
Seit seiner Besiedlung wurde der Hügelzug durch menschliche Eingriffe stark verändert, insbesondere zu Beginn des 17. Jahrhunderts. Das für den Bau des Kapuzinerklosters benötigte Areal musste aus dem Felsen gesprengt und teilweise von Hand abgetragen werden, so dass sich die ältesten Teile des Klosters in den Lindenhof einfügen. Später wurde auch Platz für den Klostergarten am Endingerhorn geschaffen, nach Westen in den Zürichsee hinausragend. Das ebenfalls 1607 auf dem Schlosshügel erbaute Schützenhaus soll «den Vätern Capucinern nit wolgefielle, wegen den Schützen überlustigen Tumult», weiss die Chronik des Pfarrers Rothenflue aus Jona zu berichten. Das im Jahr 1866 abgebrannte Schützenhaus wurde wegen des Schiesslärms mit reduzierter Fensterzahl zum Kloster hin errichtet; heute bietet sich von dieser Stelle ein beeindruckender Ausblick über den Zürichsee.

## Sehenswürdigkeiten
Als markanteste Erhebung innerhalb der bis in die 1830er-Jahre ummauerten Altstadt, bildet der Ost-West-orientierte Hügelzug das nördliche Ende der Altstadt von Rapperswil mit der Hintergasse an seiner Südflanke. Im Süden liegt der Hauptplatz beim Rathaus mit den im Wesentlichen sechs in östlicher und westlicher Richtung verlaufenden Gassen der Altstadt an der Stelle der Vorgängersiedlung Endingen. Die südliche Flanke wird Schlossberg genannt, mit dem Weingut beim Haus Schlossberg und den Rosengärten beim Einsiedlerhaus und Kapuzinerkloster.
Im Osten bildet der Herrenberg den nördlichen Abschluss der felsigen weit in den Zürichsee reichenden markanten Hügelkette, mit dem Schloss Rapperswil auf dem Schlosshügel genannten Abschnitt und dem Zentrum der Stadtbefestigung. Die weithin sichtbare Befestigungsanlage mit ihren hohen Türmen dominiert zusammen mit dem wuchtigen Bau der Stadtpfarrkirche und dem Breny-Turm auch heute noch das Stadtbild der darunter liegenden Altstadt. Auf der Burgterrasse befindet sich seit 1868 die polnische Freiheitssäule, als Zeichen der schweizerischen Verbundenheit mit Völkern, die um ihre Freiheit ringen. Die Terrasse gewährt zudem einen beeindruckenden Panoramaausblick auf die Altstadt, den Zürichsee, auf den Seedamm und die in der Ferne liegenden Glarner Alpen. Hier ist bis zur westlichen Seite des Hügelzugs beim Kapuzinerkloster ein Spielplatz angelegt, mit Parkbänken und zwei Brunnen entlang dem Hirschpark.

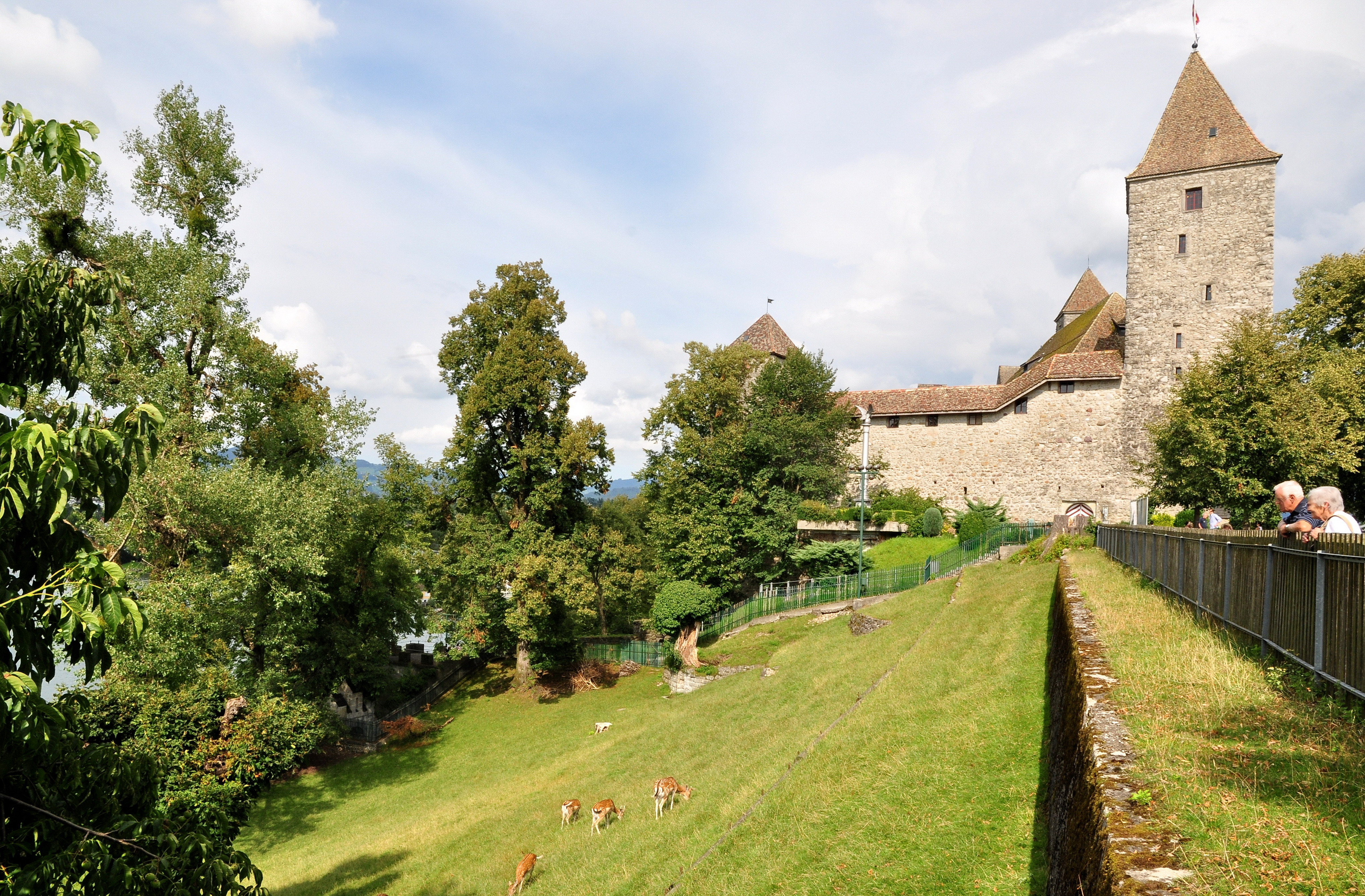
Hirschpark
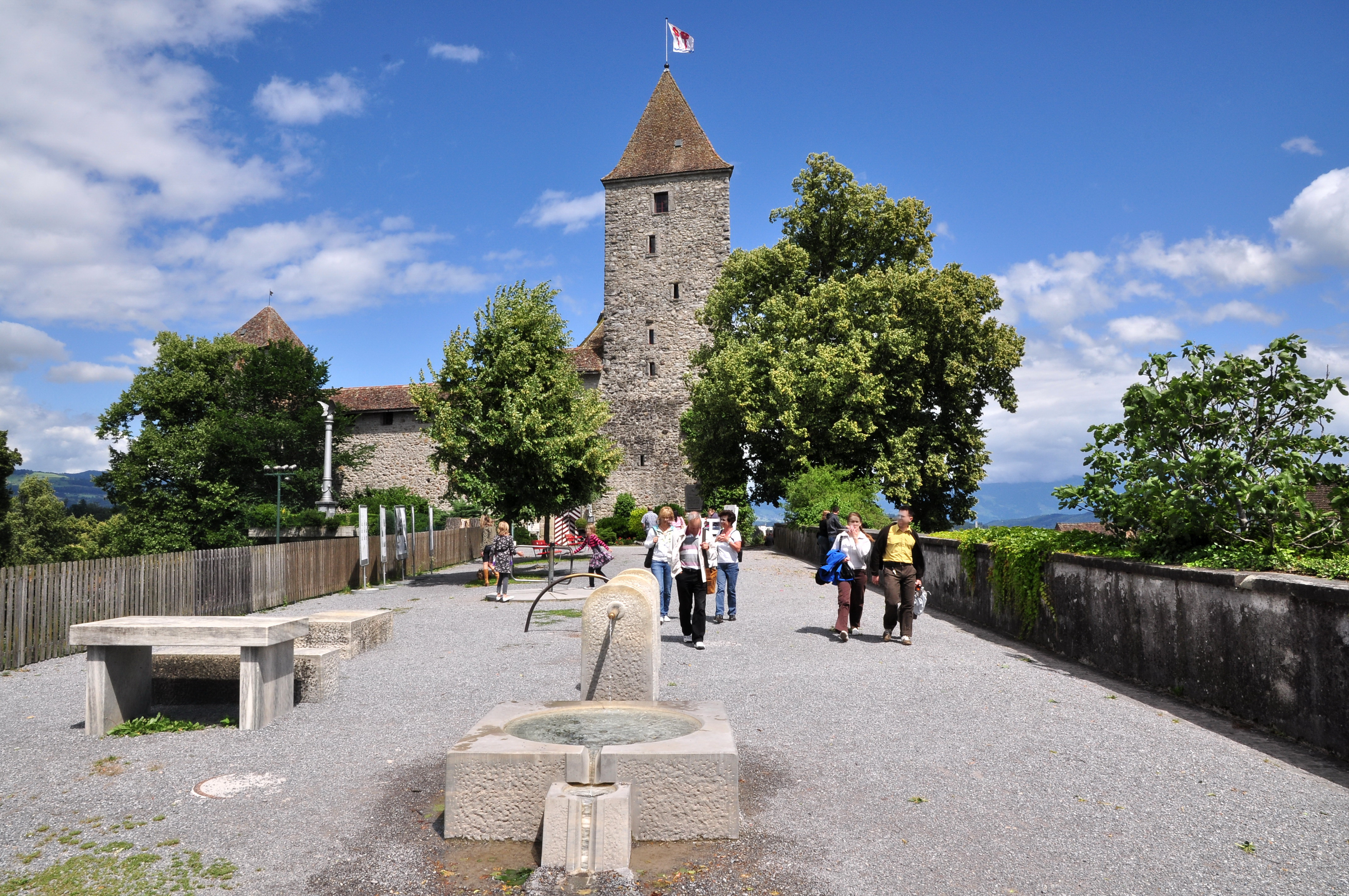
Gipfelplateau
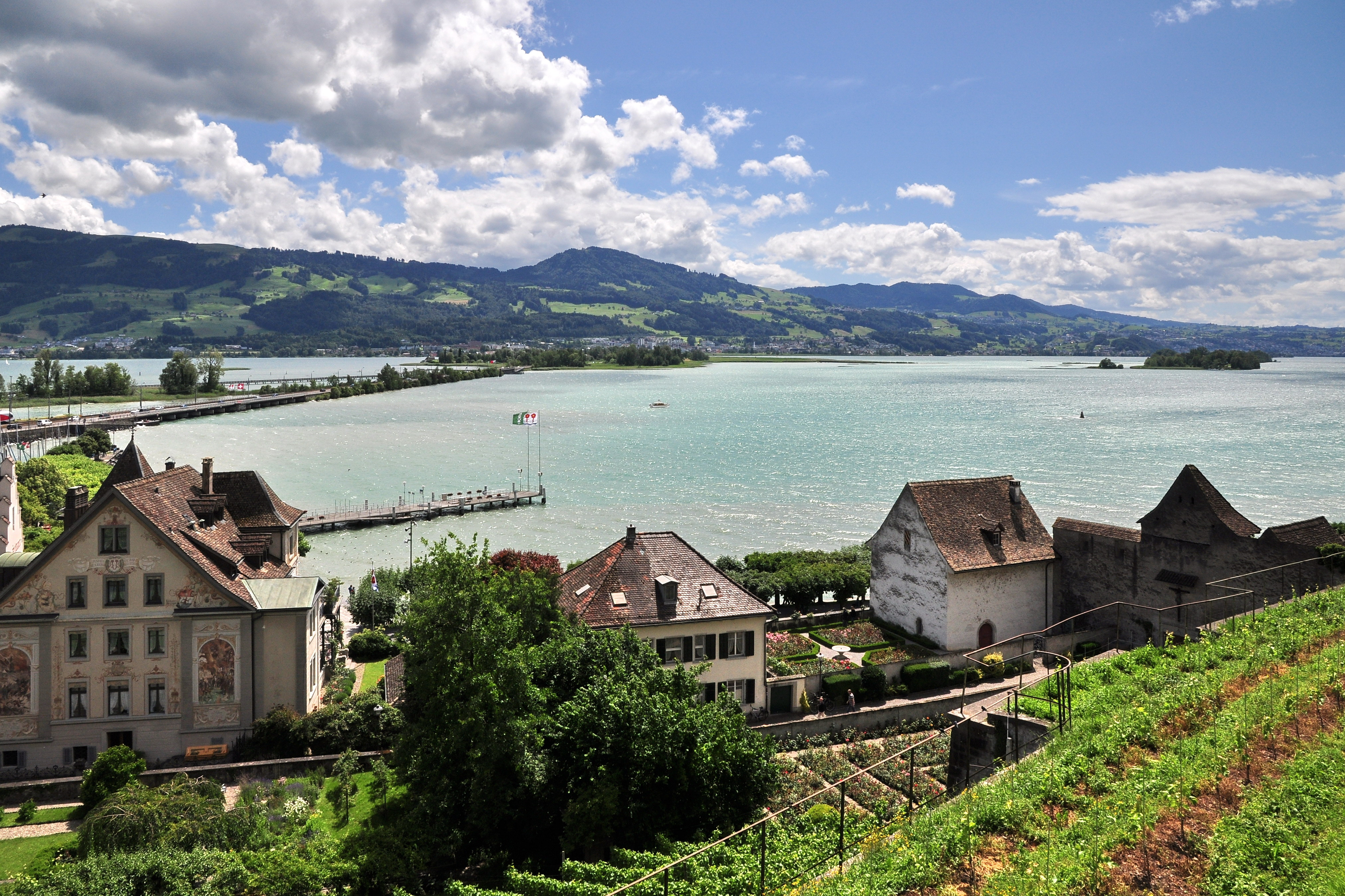
Schlossberg mit Curti-Haus, Rosengarten, Einsiedlerhaus, Endingerturm und Zürichsee
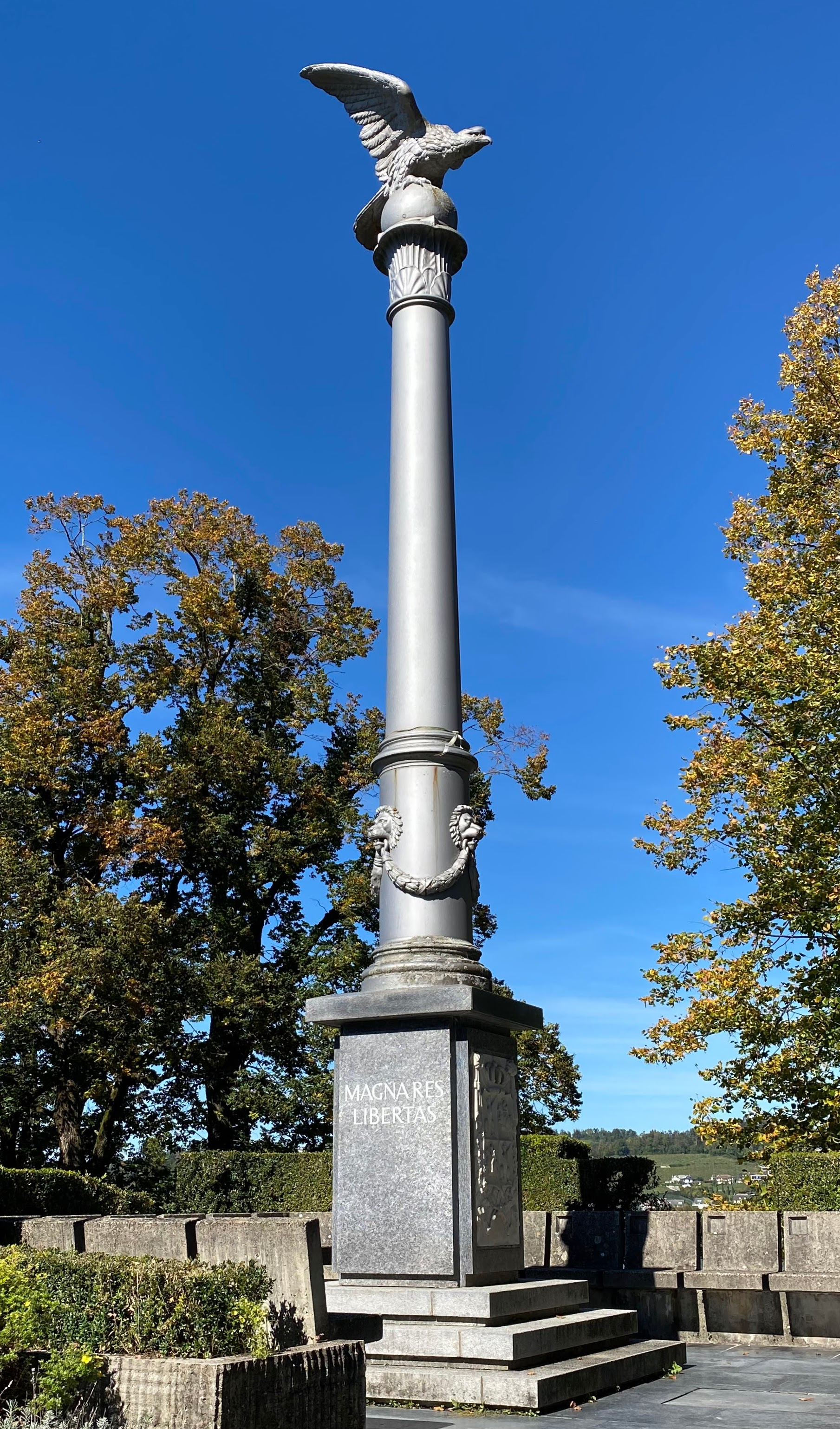
Polnische Freiheissäule beim Schloss
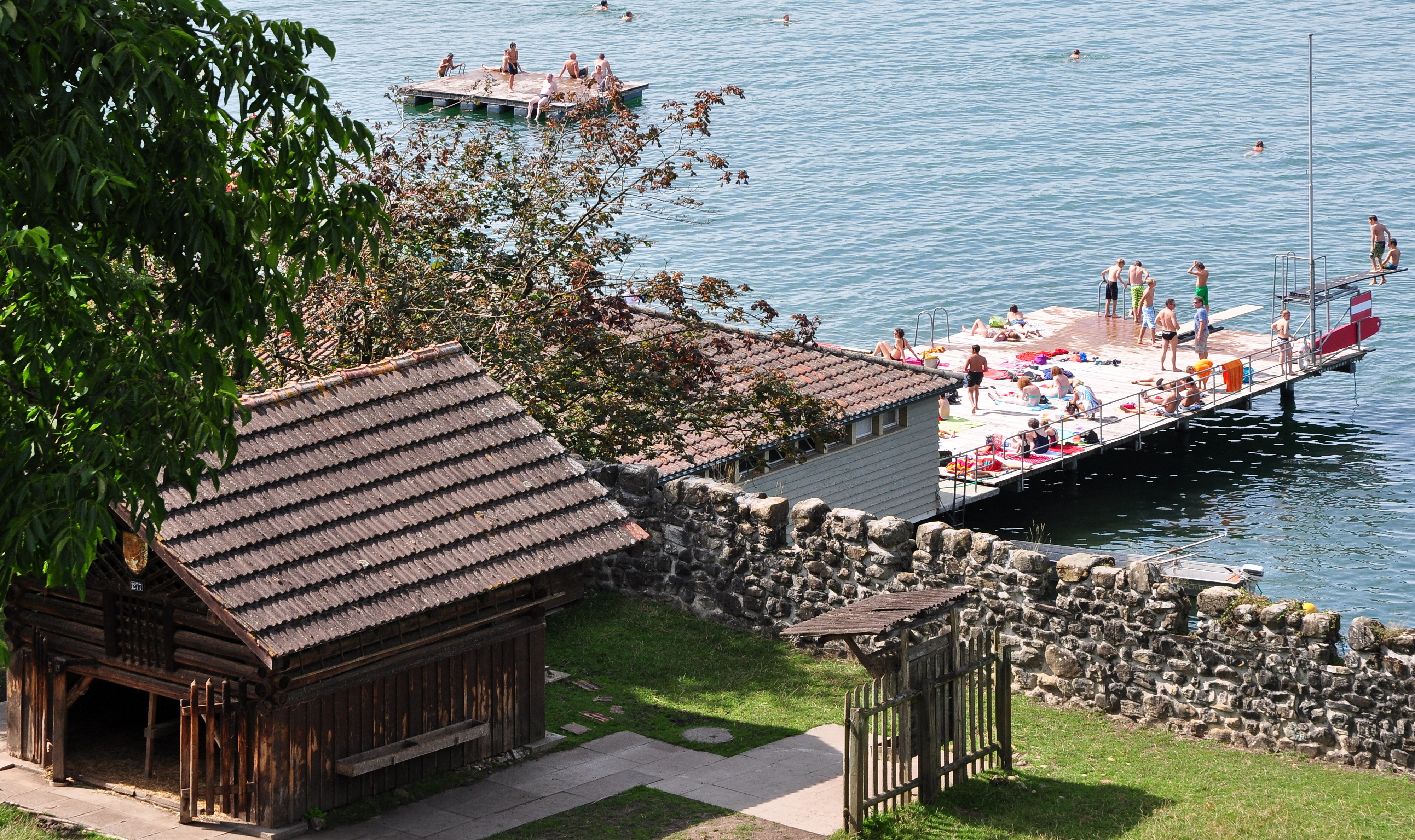
Seebad

Auf der Nordseite, der Schlosshalde, zieht sich ein betreuter Hirschpark mit rund einem Dutzend Damhirschen hinunter zum See. Er erinnert an die Sage der Stadtgründung. Das heutige Gehege am nordöstlichen Schlosshügelwird seit 1872 vom Tierwart des Verkehrsvereins betreut. Den Hirschpark umgeben Spazierwege entlang der Schlosshalde mit einem gepflegten Arboretum, das 2010 aufgrund von Schädigungen des Baumbestandes ausgedünnt werden musste. Am See liegt die Seebadi, ein Freibad in der Kempratner Bucht.
Die südliche, westliche und nördliche Flanke des Lindenhofs mit den seeseitigen, gut erhaltenen Überresten der Stadtbefestigungen – zwischen der Giessi-Wiese beim Stadtbach und Haldenturm über das Endingerhorn am westlichsten Punkt der Halbinsel zum Endingerturm beim Einsiedlerhaus – ist seit den 1880er-Jahren durch die Bühler-Allee erschlossen.